# Игнатьева, Светлана Викторовна
Светлана Викторовна Игнатьева (род. 6 апреля 1948, Ленинград) — юрист, специалист по правовому регулированию малого бизнеса в РФ; выпускница Ленинградского государственного университета (1971); кандидат экономических наук, доктор юридических наук с диссертацией о государственном регулировании предпринимательской деятельности в России (1996); профессор профессор кафедры финансового и предпринимательского права Санкт-Петербургского университета МВД России; заслуженный работник высшей школы РФ.

## Работы
Светлана Игнатьева является автором и соавтором более 70 научных публикаций, включая несколько монографий и учебных пособий; она специализируется, в основном, на проблемах предпринимательского и финансового права, а также — на теории государства и права:
- «Государство и предпринимательство в России» (СПб., 1996);
- «Финансовое право» (СПб., 2000);
- «Налоговое и финансовое право» (СПб., 2002).
- Финансовое право : финансовый контроль, бюджет и бюджетное устройство, система налогов, валютное регулирование и валютный контроль / С. В. Игнатьева, Н. Ю. Вашкович. — Москва : Питер, 2006. — 224 с. : ил., табл.; 20 см. — (Краткий курс).; ISBN 5-469-00832-0
- Актуальные проблемы частного и публичного права : (к юбилею доктора юридических наук, профессора, заслуженного работника Высшей школы Российской Федерации Игнатьевой Светланы Викторовны) : материалы межвузовской научно-практической конференции, 6 апреля 2018 года / Федеральное государственное казенное образовательное учреждение высшего образования «Санкт-Петербургский университет Министерства внутренних дел Российской Федерации»; [редакционная коллегия: Игнатьева Светлана Викторовна и др.]. — Санкт-Петербург : Санкт-Петербургский университет МВД России, 2018. — 1 электрон. опт. диск (СD-ROM) : цв.; 12 см; ISBN 978-5-91837-066-7.
- Предпринимательское право : краткий курс : учебное пособие / С. В. Игнатьева, И. К. Пархоменко, А. В. Шуваев. — Санкт-Петербург : Астерион, 2017. — 150 с.; 21 см; ISBN 978-5-00045-484-8.